# Lista de primeiras-damas do estado da Paraíba
Esta é a lista que reúne as primeiras-damas do estado da Paraíba.
O termo é usado pela esposa do governador da Paraíba quando este está exercendo os plenos direitos do cargo. Em uma ocasião especial, o título pode ser aplicado a mulheres que não são esposas, quando o governador é solteiro ou viúvo. A atual primeira-dama é Ana Maria Lins Sales, esposa do 51.º governador paraibano João Azevêdo.
| Nº                                         | Nome                                       | Imagem                                     | Início do mandato       | Fim do mandato          | Governador(a)                       | Notas e Referências |
| ------------------------------------------ | ------------------------------------------ | ------------------------------------------ | ----------------------- | ----------------------- | ----------------------------------- | ------------------- |
| 1                                          | Joanna Baptista de Figueredo               |                                            | 16 de novembro de 1889  | 27 de novembro de 1891  | Venâncio Neiva                      |                     |
| Vago; junta governativa paraibana de 1891. | Vago; junta governativa paraibana de 1891. | Vago; junta governativa paraibana de 1891. | 27 de novembro de 1891  | 18 de fevereiro de 1892 | Junta governativa paraibana de 1891 |                     |
| 2                                          | Amanda Brancante Machado                   |                                            | 18 de fevereiro de 1892 | 22 de outubro de 1896   | Álvaro Lopes Machado                |                     |
| 3                                          | Maria de Sousa Carvalho                    |                                            | 22 de outubro de 1896   | 22 de outubro de 1900   | Antônio Alfredo Mello               |                     |
| 4                                          | Anna Maria de Medeiros Araújo              |                                            | 22 de outubro de 1900   | 22 de outubro de 1904   | José Peregrino de Araújo            |                     |
| 5                                          | Amanda Brancante Machado                   |                                            | 22 de outubro de 1904   | 28 de outubro de 1905   | Álvaro Lopes Machado                |                     |
| Vago; o governador era sacerdote.          | Vago; o governador era sacerdote.          | Vago; o governador era sacerdote.          | 28 de outubro de 1905   | 28 de outubro de 1908   | Valfredo Leal                       |                     |
| 6                                          | Maria Isabel Figueira Machado              |                                            | 28 de outubro de 1908   | 22 de outubro de 1912   | João Lopes Machado                  |                     |
| 7                                          | Alzira Soares de Castro Pinto              |                                            | 22 de outubro de 1912   | 24 de julho de 1915     | Castro Pinto                        |                     |
| 8                                          | Margarida de Assunção Santiago             |                                            | 24 de julho de 1915     | 1º de julho de 1916     | Antônio da Silva Pessoa             |                     |
| 9                                          | Christina de Albuquerque Pedroza           |                                            | 1º de julho de 1916     | 22 de outubro de 1916   | Sólon de Lucena                     |                     |
| 10                                         | Mariana Augusta Chaves                     |                                            | 22 de outubro de 1916   | 22 de outubro de 1920   | Francisco Camilo de Holanda         |                     |
| 11                                         | Christina de Albuquerque Pedroza           |                                            | 22 de outubro de 1920   | 22 de outubro de 1924   | Sólon de Lucena                     |                     |
| 12                                         | Rita de Cássia Villar Suassuna             |                                            | 22 de outubro de 1924   | 22 de outubro de 1928   | João Suassuna                       |                     |
| 13                                         | Maria Luísa de Sousa Leão Gonçalves        |                                            | 22 de outubro de 1928   | 26 de julho de 1930     | João Pessoa Cavalcanti              |                     |
| 14                                         | Luiza Gonzaga de Carvalho                  |                                            | 26 de julho de 1930     | 4 de outubro de 1930    | Álvaro Pereira de Carvalho          |                     |
| 15                                         | Ana Alice de Azevedo Melo                  |                                            | 4 de outubro de 1930    | 26 de novembro de 1930  | José Américo de Almeida             |                     |
| Vago; o governador era solteiro.           | Vago; o governador era solteiro.           | Vago; o governador era solteiro.           | 26 de novembro de 1930  | 26 de abril de 1932     | Antenor de França Navarro           |                     |
| 16                                         | Adelaide Machado de Brito                  |                                            | 26 de abril de 1932     | 26 de dezembro de 1934  | Gratuliano da Costa Brito           |                     |
| 17                                         | Noemi Marinho de Hollanda Cavalcanti       |                                            | 27 de dezembro de 1934  | 21 de janeiro de 1935   | José Marques da Silva Mariz         |                     |
| 18                                         | Alzira Ramos de Figueiredo                 |                                            | 21 de janeiro de 1935   | 29 de julho de 1940     | Argemiro de Figueiredo              |                     |
| 19                                         | Francelina Villar de Azevedo               |                                            | 29 de julho de 1940     | 16 de agosto de 1940    | Antônio Galdino Guedes              |                     |
| 20                                         | Alice de Almeida Carneiro                  |                                            | 16 de agosto de 1940    | 15 de julho de 1945     | Rui Carneiro                        |                     |
| 21                                         | Adelina Castro Pinto Duarte                |                                            | 15 de julho de 1945     | 6 de novembro de 1945   | Samuel Duarte                       |                     |
| 22                                         | Cilencina Nóbrega Montenegro               |                                            | 6 de novembro de 1945   | 13 de fevereiro de 1946 | Severino Montenegro                 |                     |
| 23                                         | Aline Cunha Bezerra Cavalcanti             |                                            | 13 de fevereiro de 1946 | 20 de setembro de 1946  | Odon Bezerra Cavalcanti             |                     |
| 24                                         | Judite Gomes Caruso                        |                                            | 20 de setembro de 1946  | 4 de março de 1947      | José Gomes da Silva                 |                     |
| 25                                         | Cynira Sá Trigueiro                        |                                            | 4 de março de 1947      | 31 de janeiro de 1951   | Osvaldo Trigueiro                   |                     |
| 26                                         | Ana Alice de Azevedo Melo                  |                                            | 31 de janeiro de 1951   | 19 de junho de 1953     | José Américo de Almeida             |                     |
| 27                                         | Nair Gagliardi Fernandes de Lima           |                                            | 19 de junho de 1953     | 27 de agosto de 1954    | João Fernandes de Lima              |                     |
| ―                                          | Ana Alice de Azevedo Melo                  |                                            | 27 de agosto de 1954    | 31 de janeiro de 1956   | José Américo de Almeida             |                     |
| 28                                         | Berenice Mindêllo Ribeiro Coutinho         |                                            | 31 de janeiro de 1956   | 4 de janeiro de 1958    | Flávio Ribeiro Coutinho             |                     |
| 29                                         | Sílvia Marques Gondim                      |                                            | 4 de janeiro de 1958    | 18 de março de 1960     | Pedro Gondim                        | [ 2 ]               |
| não encontrado.                            | não encontrado.                            | não encontrado.                            | 18 de março de 1960     | 31 de janeiro de 1961   | José Fernandes de Lima              |                     |
| —                                          | Sílvia Marques Gondim                      |                                            | 31 de janeiro de 1961   | 31 de janeiro de 1966   | Pedro Gondim                        | [ 2 ]               |
| 30                                         | Juracy Maia                                |                                            | 31 de janeiro de 1966   | 15 de março de 1971     | João Agripino Maia                  |                     |
| 31                                         | Antonieta Agra Sátiro                      |                                            | 15 de março de 1971     | 15 de março de 1975     | Ernâni Sátiro                       |                     |
| 32                                         | Mirtes de Almeida Sobreira                 |                                            | 15 de março de 1975     | 14 de agosto de 1978    | Ivan Bichara                        |                     |
| 33                                         | Marlene Terceiro Neto                      |                                            | 14 de agosto de 1978    | 15 de março de 1979     | Dorgival Terceiro Neto              | [ 3 ]               |
| 34                                         | Glauce Burity                              |                                            | 15 de março de 1979     | 14 de maio de 1982      | Tarcísio Burity                     | [ 4 ]               |
| 35                                         | Maria de Lurdes Ataíde Bezerra Cavalcanti  |                                            | 14 de maio de 1982      | 15 de março de 1983     | Clóvis Cavalcanti                   |                     |
| 36                                         | Lúcia Braga                                |                                            | 15 de março de 1983     | 14 de maio de 1986      | Wilson Braga                        | [ 5 ] [ 6 ]         |
| 37                                         | Lúcia Souto Maior Bezerra Cavalcanti       |                                            | 15 de maio de 1986      | 14 de junho de 1986     | Rivando Bezerra Cavalcanti          | [ 7 ]               |
| 38                                         | Míriam de Melo e Silva Cabral              |                                            | 15 de junho de 1986     | 15 de março de 1987     | Milton Bezerra Cabral               |                     |
| 39                                         | Glauce Burity                              |                                            | 15 de março de 1987     | 15 de março de 1991     | Tarcísio Burity                     | [ 4 ]               |
| 40                                         | Glória Cunha Lima                          |                                            | 15 de março de 1991     | 2 de abril de 1994      | Ronaldo Cunha Lima                  | [ 8 ]               |
| 41                                         | Lauremília Lucena                          |                                            | 2 de abril de 1994      | 1º de janeiro de 1995   | Cícero Lucena                       | [ 9 ]               |
| 42                                         | Mabel Mariz                                |                                            | 1 de janeiro de 1995    | 16 de setembro de 1995  | Antônio Mariz                       | [ 10 ]              |
| 43                                         | Fátima Bezerra                             |                                            | 16 de setembro de 1995  | 6 de abril de 2002      | José Maranhão                       | [ 11 ] [ 12 ]       |
| 44                                         | Fátima Paulino                             |                                            | 6 de abril de 2002      | 31 de dezembro de 2002  | Roberto Paulino                     | [ 13 ]              |
| 45                                         | Silvia Cunha Lima                          |                                            | 1 de janeiro de 2003    | 17 de fevereiro de 2009 | Cássio Cunha Lima                   | [ 14 ]              |
| 46                                         | Fátima Bezerra                             |                                            | 18 de fevereiro de 2009 | 31 de dezembro de 2010  | José Maranhão                       | [ 11 ] [ 12 ]       |
| 47                                         | Pâmela Bório                               |                                            | 1 de janeiro de 2011    | 14 de março de 2015     | Ricardo Coutinho                    | [ 15 ] [ 16 ]       |
| Vago; o governador era divorciado.         | Vago; o governador era divorciado.         | Vago; o governador era divorciado.         | 14 de março de 2015     | 1 de janeiro de 2019    | Ricardo Coutinho                    | [ 15 ] [ 16 ]       |
| 48                                         | Ana Maria Lins Sales                       |                                            | 1 de janeiro de 2019    | até a atualidade        | João Azevêdo                        | [ 17 ]              |